# Monocotiledónea
Monocotiledôneas são um grupo de angiospérmicas caracterizadas por possuírem embriões com um único cotilédone, raízes fasciculadas (ramificadas) e folhas paralelinérveas. Este grupo taxonômico é atualmente denominado Liliopsida, em referência ao gênero Lilium, ao qual pertencem os lírios. Exemplos de monocotiledôneas são as gramíneas, a banana, o gengibre, as orquídeas, o alho, a cebola, o copo-de-leite, a costela-de-adão, as palmeiras e várias outras espécies de interesse econômico e ornamental.

## Características
As monocotiledôneas diferem das dicotiledôneas por diversas características estruturais:
| Característica     | Monocotiledônea                                    | Dicotiledônea                                           |
| ------------------ | -------------------------------------------------- | ------------------------------------------------------- |
| Sementes           | Um cotilédone reduzido, sem reserva                | Dois cotilédones, com ou sem reserva                    |
| Folhas             | Bainha geralmente desenvolvida, nervuras paralelas | Bainha quase sempre reduzida, nervuras reticuladas      |
| Caule              | Feixe lenhoso fechado, sem cilindro cambial        | Grande e grampiforme                                    |
| Organização floral | Pétalas em múltiplos de 3 (trímeras)               | Pétalas em múltiplos de 4 ou 5 (tetrâmera ou pentâmera) |
| Fruto              | 3 carpelos                                         | 2 a 5 carpelos                                          |
| Raiz               | Fasciculada                                        | Pivotante ou axial                                      |
| Pólen              | Monossulcado                                       | Trissulcado                                             |

## Classificação taxonômica

### Sistema de Cronquist
No Sistema de Cronquist, as monocotiledôneas pertencem à classe Liliopsida, dividida em seis subclasses:
- subclasse Alismatidae
- subclasse Arecidae
- subclasse Commelinidae
- subclasse Liliidae
- subclasse Zingiberidae

### Sistema de Thorne
No Sistema de Thorne, as monocotiledôneas são classificadas como subclasse Liliidae, dentro da classe Magnoliopsida (angiospérmicas), e divididas em oito superordens.

### Sistema APG II
O Sistema APG II, desenvolvido pelo Grupo de Filogenia das Angiospérmicas (APG), reconhece dez ordens de monocotiledôneas e divide-as entre as "monocotiledôneas-base" e as "Commelinídeas":
- Monocotiledôneas-base

```
 * Família 
Petrosaviaceae

 * 
Acorales

 * 
Alismatales

 * 
Asparagales

 * 
Dioscoreales

 * 
Liliales

 * 
Pandanales
```

- Commelinídeas

```
 * Família 
Dasypogonaceae

 * 
Arecales

 * 
Commelinales

 * 
Poales

 * 
Zingiberales
```

As monocotiledôneas representam aproximadamente 2% do total das angiospermas e são consideradas um grupo monofilético inserido entre as dicotiledôneas.

### Sistema APG IV
O Sistema APG IV reconhece onze ordens de monocotiledôneas, com as quatro ordens mais derivadas formando o clado das Commelinídeas:
- Acorales
- Alismatales
- Petrosaviales
- Dioscoreales
- Pandanales
- Liliales
- Asparagales
- Commelinídeas

```
 * 
Arecales

 * 
Poales

 * 
Commelinales

 * 
Zingiberales
```